# Hořické trubičky
Hořické trubičky (německy Horschitzer Röllchen) jsou cukrovinka pojmenovaná podle města Hořice v Podkrkonoší. Hořická trubička je ručně stočená ze dvou tenkých křehkých upečených oplatek, potřených rozpuštěným máslem se včelím medem a prosypaných pikantním sypáním. Plní se speciálními krémy či šlehačkou a vyrábí se též v máčené a polomáčené formě s čokoládovou polevou.

## Ochrana názvu v EU
Jde o sedmý český výrobek, kterému Evropská unie udělila chráněné zeměpisné označení.
Pravé Hořické trubičky se tak smí vyrábět jen v katastru města Hořice v Podkrkonoší s přilehlými obcemi.

## Historie
Výrobu dutých oplatkových trubiček začalo v zemích Koruny české šířit německé obyvatelstvo (zejména ze Saska, Bavorska a Pruského Slezska). Heslo „Hollipen” (česky olipy, stočené oplatky) bylo také zahrnuto do německého Velkého úplného univerzálního lexikonu všech věd a umění (Das Grosse vollständige Universal-Lexicon Aller Wissenschafften und Künste) od Johanna Heinricha Zedlera, který vyšel v letech 1731-1754 v Halle a Lipsku. Pod heslem „Hollipen” je popsána nejen příprava trubiček z oplatkového těsta, ale také způsob pečení v oplatkových kleštích (Hollipeneisen) nad ohněm.
Kuchařský recept na skořicové olipy (Hollipen) zahrnula do své bavorské kuchařky Maria Anna Neudecker (vedoucí kuchyně na hospodářském dvoře u Chebu), kterou v roce 1805 vydalo v Karlových Varech nakladatelství F. J. Franiek pod názvem „Die Bayersche Koechin in Böhmen: ein Buch, das sowol für vornehme, als gewöhnliche Küchen eingerichtet ist”.
Hollipen.
Man nimmt 1/4 Pfund feines Mundmehl, 6 Loth fein gestoßenen Zucker, der vorher auf einer Limonienschale abgerieben worden, 4 Eyerdotter und 4 Eßlöffel voll süßen Rahm, allenfalls auch etwas fein gestoßenen Zimmt dazu, macht von allem dem einen Teig an, daß er stießt; wenn er zu dick ist, nimmt man noch etwas süßen Rahm dazu; man schmiert sodann das Hollipeneisen mit Schmalz, giebt einen Eßlöffel voll Teig darauf, drückt das Eisen fest zusammen, und läßt ihn darin über dem Feuer auf beiden Seiten schön gelb backen. Sobald man die Hollipen heraus nimmt, biegt man sie sogleich über ein rundes Holz oder ein kleines Walzholz, damit selbe schön rund werden, dann behält man sie immer an einem warmen Orte, damit sie räsch bleiben.
Die Bayersche Koechin in Böhmen, 1805, s. 352
Ve své další kuchařce, kterou vydalo v roce 1831 nakladatelství Kronberger und Weber v Praze pod názvem „Allerneuestes allgemeines Kochbuch: oder gründliche Anweisung alle mögliche nahrhafte, geschmackvolle Speisen und Getränke, auf die wohlfeilste Art, ohne Nachtheil der Gesundheit zu bereiten”, rozšířila Maria Anna Neudecker základní recept o plněné olipy s meruňkovou marmeládou (Hohlhippen mit Marillenmarmelade) a čokoládou (Hohlhippen mit Chokolade), přičemž v základním receptu přidala tip na dvojité olipy prosypané sekanými mandlemi a cukrem. V nové kuchařce také uvedla název „Hohlhippen” (duté oplatky stočené, někdy i do kornoutu), který je rozšířený zejména v Rakousku. V Dolním Sasku (Nijjoarsrollechie) a Nizozemsku (Nieuwjaarsrolletjes) jsou plněné oplatkové trubičky novoročním pečivem.
Některý kramář, pleta se apotekářům do obchodu, přibral si do krámu svého mimo látky, koření a střižné zboží i konfekty cukrované a „syrečky“ čili cukrové pokroutky, cukrované děti, „olipy či oplatky stočené”, „biškoty“ a mlsnoty „ledové” a jiné věci toho řádu.
Zikmund Winter, Kulturní obraz českých měst, 1890

### Legendy o původu Hořických trubiček

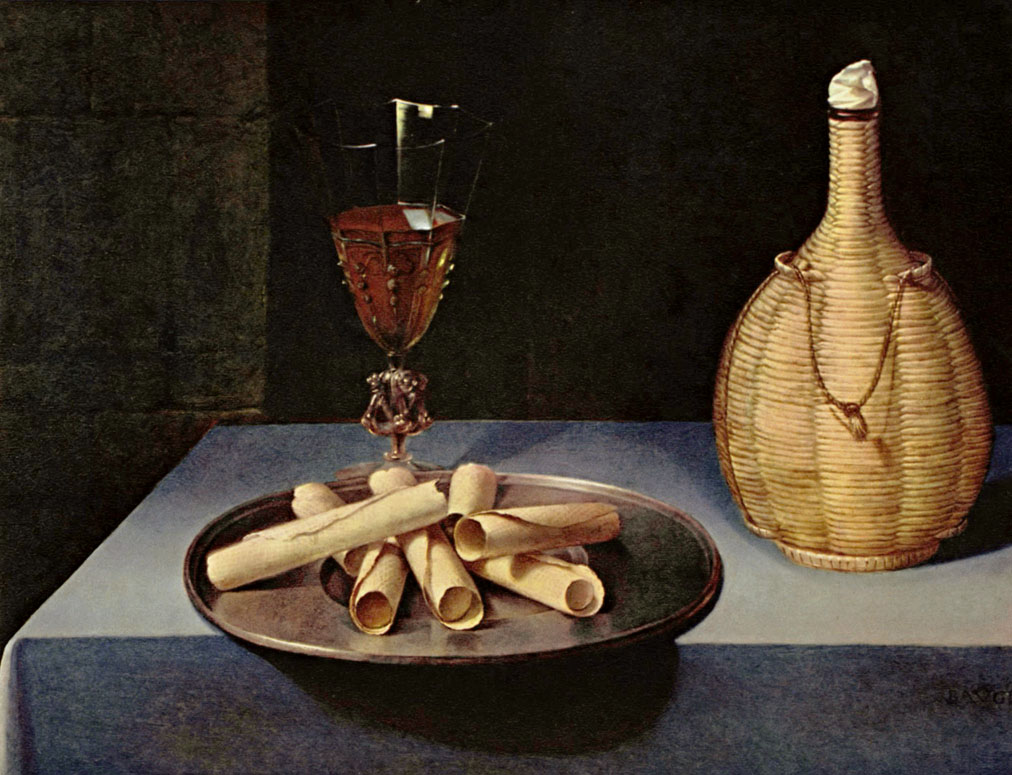
"Oplatkový desert" ("Le Dessert de Gaufrettes") na obraze francouzského malíře Lubina Baugina (1610–1663) z roku 1630 v muzeu Louvre v Paříži

Podle legendy sdělil paní Líčkové recept na výrobu trubiček raněný osobní kuchař (prý též generál) císaře Napoleona při svém návratu přes České země po porážce v Rusku v roce 1812, jako odměnu za své ošetřování. Existence obdobné pochoutky je doložena již na stole francouzského Krále Slunce Ludvíka XIV. a její zobrazení je zachyceno i před dobou jeho panování na obraze z roku 1630.(viz obrázek)
Jiná legenda však hovoří též o tom, že Napoleon Bonaparte trpěl již v době svého tažení do Ruska žaludečními potížemi a jeho osobní kuchař mu proto pekl tenké dietní oplatky z proseté pšeničné mouky jen s trochou mléka, žloutku, oleje, cukru a soli, jež si Napoleon oblíbil. Nápad se sypáním a stáčením oplatek do trubiček se tak prý zrodil až v Hořicích.
Poslední legenda tvrdí, že tento kuchař, jako mnoho jiných francouzských vojáků té doby, už v Čechách zůstal a výrobou této pochoutky si začal přivydělávat.

### Do roku 1949
První historické zmínky o Hořických trubičkách se datují rokem 1812, kdy se v rodině paní Líčkové začaly pro rodinné oslavy, ale i jako příležitostné dary, tyto sladké trubičky vyrábět.
Rodinnou recepturu výroby pak zdokonalil Karel Kofránek, cukrář, který se do rodiny přiženil. Kofránek vyráběl tuto pochoutku pod názvem Kofránkovy hořické trubičky. Na jeho vynález, elektrický přístroj na výrobu oplatek (dvě pánve, přiklápějící se proti sobě, mezi něž se lilo těsto a vznikla tak oplatka), mu byl roku 1898 udělen patent.
V této době již byly Hořické trubičky vyráběny komerčně a byly dokonce vyváženy do Německa, Anglie, Francie, Turecka, Ameriky a Šanghaje. Získaly také řadu diplomů a ocenění na domácích i zahraničních výstavách.
Trubičky později začalo v Hořicích v Podkrkonoší vyrábět mnoho dalších cukrářů. Vedle Kofránkovy firmy byl největším jejich výrobcem cukrář Karel Hudský, který dodával Hořické trubičky i do velkých cukráren, kaváren a hotelů v Praze a Karlových Varech a jejich výrobu přerušil jen na rok v letech 1944–1945, aby se tak vyhnul povinným odvodům pro německý Wehrmacht. Dalšími výrobci byly např. firmy Jindřich Fabinger, Dvořákovy Hořické trubičky, František Fejt a další.

### 1948–1989
Po roce 1948 byly dílny největších výrobců Hořických trubiček znárodněny, nejdéle se udržel Karel Hudský, kterému bylo až do roku 1952 dovoleno dělat ve své bývalé cukrářské dílně alespoň mistra.
Od roku 1948 se Hořické trubičky vyráběly v továrně Průmysl trvanlivého pečiva, závod Brno (bývalá továrna pana Hanycha) v ulici Pražákova 10, Brno – Horní Heršpice a v provozovně PTP Haluzice až do roku 1968, kdy byla v rámci úspor zrušena a výroba byla svěřena do PTP Opavia v Opavě. V té době se v této továrně vyráběly mimo jiné Brněnské oplatky, Duo oplatky, slané preclíky a plněné Hořické trubičky. Od roku 1955 řídil tuto výrobu pan Rajmund Blažek, ředitel závodu. Po jejím zrušení byl pověřený řídit výrobu Lázeňských oplatek (Karlovarských), jejíž výroba byla v Mariánských Lázních v ulici Máchova 218.[zdroj⁠?!]
Do roku 1962 byly pak Hořické trubičky vyráběny ve znárodněné Fejtově továrně, načež byl produkt veden pod národním podnikem Pardubický perník a ještě později pod podnikem Průmysl trvanlivého pečiva Praha. Sama praktická výroba byla postupně přemístěna mimo Hořice, např. do Hradce Králové. To mělo negativní vliv na kvalitu, oplatky byly potírány levným umělým tukem, sypány jen cukrem se skořicí, jediné, na co vzpomínají pamětníci této doby jako na kvalitní, byla chutná krémová náplň, díky níž si Hořické trubičky svou pověst udržely.[zdroj⁠?!]
V hořických domácnostech však tradice pokračovala a hořičtí pro svou vlastní potřebu pekli a stáčeli dále. V roce 1967 se výroba ve městě obnovila pod místním podnikem komunálních služeb. Některým starým cukrářům, kteří již dosáhli sedmdesáti let (podle tehdejších zákonů bylo po dosažení tohoto věku možno přivydělávat si drobnou "soukromou" výrobou se snesitelnými daněmi) bylo umožněno péci oplatky i za účelem prodeje (Karel Hudský tak činil až do svých 91 let) a lidé si pak sypali a stáčeli trubičky doma sami.

## Od roku 1990
Po revoluci v roce 1989 byly dílny bývalých výrobců vesměs restituovány, některé rodinné firmy (například Kofránkova) výrobu obnovily. Zároveň vzniklo mnoho nových výrobců. Např. Vladimír Brádle zakoupil bývalou městskou provozovnu podniku komunálních služeb a v roce 1991 již produkoval pětkrát více trubiček, než provozovna původní. V roce 1993 podle evidence živnostenského úřadu vyrábělo Hořické trubičky asi 25 výrobců v Hořicích a okolních obcích. Původní Kofránkovy příklopové pánve na výrobu oplatek byly nahrazeny modernějšími vstřikovacími stroji, ale nadále se dodržují i tradiční receptury a postupy výroby.
Sedm hořických výrobců v roce 2002 založilo Sdružení výrobců Hořických trubiček, jehož cílem bylo získání registrace označení původu pro Evropskou unii. Tu získaly 18. května 2007.
Podobné trubičky se vyrábějí i ve velmi vzdálených obcích, například Kladně, Táboře, Českých Budějovicích atd., avšak vzhledem k registraci již nemohou název Hořické trubičky používat.
V cukrářské tradici Hořice v Podkrkonoší „soupeří“ s blízkým Miletínem, který má rovněž „svůj“ druh zákusku, s nímž je spjat místní patriotismus – Miletínské modlitbičky, perníčky spojené se slavným rodem Erbenů.

### Současní výrobci
O registraci ochranné známky „Hořické trubičky“ se pokoušelo po roce 1990 několik výrobců. Některým z nich Úřad průmyslového vlastnictví zprvu tento patent přiznal. V souvislosti s tím proběhlo i několik soudních sporů s rozdílnými výsledky. Později však byly všechny takto přihlášené ochranné známky prohlášeny za negativně ukončené po zveřejnění.
Od roku 2007 na označení Hořické trubičky nemá žádná firma výhradní právo a může je vyrábět každý, kdo je vyrábí na Katastru města Hořice v Podkrkonoší s přilehlými obcemi.
Existuje však několik ochranných známek v nichž je spojení „Hořické trubičky“ obsaženo, např.: Tradiční Plchovy Hořické trubičky, Kubištovy Hořické trubičky, Hořické trubičky Strix Hořice s.r.o., Pravé Hořické trubičky, s.r.o., Pravé Hořické trubičky Tradiční ruční práce LP 1812, Kofránkovy Hořické trubičky Založeno r. 1879 apod.
V roce 2010 se mezi největší výrobce Hořických trubiček počítají STRIX Hořice s.r.o., Milan Hovorka (Hovorkovy hořické trubičky), Petráčkovy hořické trubičky, Jana Kubištová - JANKA (Pravé Hořické trubičky LP 1812), Pravé hořické trubičky s.r.o. a další.

### Způsob průmyslové přípravy
Na jednu kulatou oplatku se naneslo posypání (prováděné ručně) ve složení moučkový cukr, skořice a mleté (drcené) kešu oříšky, na tuto posypku se přiložil druhý oplatek a na horké plotně se měděnou trubičkou ručně vyválcovala Hořická trubička.[zdroj⁠?!]

### Klasický domácí recept
Domácí výroba není úplně snadná, říká se, že prvních 20 oplatek spálí každý. Získání trochy praxe se pak ovšem vyplatí.

#### Oplatky
- Na 1 kg hladké mouky (nikoliv výběrové) dáme 1 litr plnotučného mléka, 1 litr vody, 1–3 žloutky, 6–7 lžic oleje, 3 dkg krupičného cukru, několik zrnek soli.
- Prosijeme mouku do mísy, přidáme mléko a žloutek a mírně promícháme. Za stálého míchání pak postupně přiléváme vodu, pak olej a cukr. Těsto vymísíme tak, aby bylo zcela hladké. Pokud je příliš husté, přidáme mléko či vodu, pokud je příliš řídké, přidáme žloutek a mouku.
- Formy (ploténky) musí být rozpálené ale nikoliv přežhavené. Před i během pečení je přimašťujeme včelím voskem drženým v držáku, abychom se nespálili (možno přimašťovat i olejem). Doprostřed formy se nalije polévková lžíce těsta, lehce se porozmázne, rychle se přiklopí druhou ploténkou, ale tlak se vyvine pomaleji, aby mělo těsto čas rozprostřít se po formě.
- Otřepky (to, co vyleze kolem okrajů z formy) rychle ořízneme nožem.
- Odklopíme ploténku, oplatku nožem odloupneme a přihodíme na dřevěné prkénko, na němž oplatky vyskládáme do sloupce. Oplatka má být béžová, příp. lehce narůžovělá, nikdy ne hnědá (tj. již připálená).
- Sloupec oplatek zabalíme do tenkého prodyšného (tzv. hedvábného) papíru a dáme je "vydýchat" do ne příliš vysušeného prostoru (pokojová vlhkost) na minimálně 2 dny, maximálně 2 měsíce. Nikoliv k jiným potravinám, neboť oplatky chytají pachy.

#### Trubičky
- Nátěr
  - 1/2 másla dáme do hrnečku a rozškvaříme (nestačí jen rozpustit, žluklo by, rozškvařené máslo je to, na kterém výrazně pění pěna). Po odstavení přidáme šťávu z jednoho citronu, nastrouhanou citronovou kůru a 2–3 lžíce pravého včelího medu. Rozmícháme.
- Sypání
  - V sypání je tajemství pikantnosti Hořických trubiček. V míse smícháme 1 kg krupicového cukru a 3 lžičky skořice prosypané přes sítko. Do druhé misky dáme zhruba 3 ks rozinek na každou oplatku (místo rozinek můžeme dát nakrájené kandované ovoce, ale nikdy ne obojí, chuťově si "nerozumí"), nastrouhané vlašské ořechy (možno též mandle, ořechy kerasuuské, lískové, burské či strouhaný kokos – ale opět každý druh po jednom, nekombinujeme je.) Lískové (kerasuuské) ořechy či mandle je možno před tím upražit vcelku na plechu v troubě a pak nastrouhat. Používá se též griliáš. Vlašské ořechy dodají trubičkám klasickou pikantní příchuť, pražené mandle či lískové ořechy se používají pro "honosnější" příležitosti.
- Stáčení
  - Oplatky namažeme (nešetříme, tam, kde je oplatka suchá, se bude lámat), posypeme cukrem se skořicí, pak sypáním, přiklopíme druhou oplatkou, vyskládáme do sloupce a sloupec zatížíme. Necháme stát 2–3 hodiny, maximálně do druhého dne. Přilepí-li se nám na sebe, zlehka je pak odloupneme nožem.
  - Dvojici přiklopených oplatek položíme na teplou ploténku, pokud to jde, jednu z oplatek trošku posuneme vertikálně (v ideálním případě ji dáme na formu, kde ji zlehka přitlačíme druhou ploténkou), přiložíme vnitřek válečku na nudle a stočíme. Vyčuhující měsíček vnější oplatky navlhčíme kapkou vody na prstu a vnitřkem válečku přitiskneme tak, že se trubička v tomto místě zalepí.
  - Můžeme použít i způsob, kdy posypanou oplatku dáme do teplých (hladkých) kleští změknout a ihned na kleštích pomocí dřevěné kulaté hůlky zavineme.
  - Jednodušší je následující způsob: Položíme posypanou oplatku na kulatý, dírkovaný plech, který umístíme na hrnec s vařící vodou a oplatku, která rychle změkne, pomocí hůlky zavineme. Postupujeme-li tímto způsobem, musíme trubičky po zavinutí narovnat na drátěném sítku a dát do trouby řádně vyschnout. Jsou velmi křehké a chutné.
- Vzniklé trubičky můžeme poté jíst vcelku, či rozkrojené na dvě kratší trubičky, jako kremrole (lépe se pak plní). Trubičky s pikantnějším sypáním je možno plnit jen šlehačkou. Jinak si můžeme vybrat z celé řady krémových náplní dle své chuti.
- Trubičky bez náplně jsou vhodné k vínu, plněné podáváme k hořké kávě či čaji, dětem s mlékem.

### Postup výroby ve velkých provozech
- Příprava těsta
  - Příprava těsta se provádí mícháním v mixeru. Do odměřeného množství pitné vody se postupně vmísí prosetá pšeničná mouka hladká, sušené mléko odstředěné, sušený žloutek, rostlinný olej, cukr, sůl. Proces míchání probíhá do úplného promísení surovin cca dvě minuty. Konsistence těsta: tekutého charakteru. Takto připravené těsto se přelije do dávkovacího zásobníku pečicího stroje.
- Pečení oplatek
  - Pečení oplatek je prováděno na elektricky vytápěných poloautomatických karuselech (běžný stroj na pečení oplatek) při teplotě 150–160 °C po dobu 60 sekund. Oplatka musí být 0,9–1,2 mm silná, o průměru 18–19 cm, barvy světle béžové, oplatkové vůně, bez cizích pachů, křupavé textury, oplatkové chuti, bez cizích příchutí. Povrch oplatek je hladký s jemnými póry. Po upečení jsou oplatky ukládány do plastových potravinářských přepravek a přemístí se do skladovacích prostor určených ke zrání oplatek. Proces přirozeného zrání probíhá dva až tři týdny.
- Proces stáčení
  - Jednotlivé oplatky jsou po ukončení procesu přirozeného zrání ručně stáčeny do tvaru trubičky na teplém litinovém plátu pomocí válečkového tvořítka. Hořické trubičky sypané se stáčí ze dvou, případně z jedné a půl oplatky a jsou prosypané směsí cukru, strouhaných ořechů, případně mandlí, skořice, vanilky, případně hrozinek, případně s přidáním kakaa. Oplatky se před prosypáním namažou rozpuštěným máslem případně s přidáním včelího medu. Prosypávání oplatek se provádí ručně.
- Proces plnění
  - Příprava krému
    - K přípravě krému se používají tyto suroviny: neztužený rostlinný tuk, cukr nebo náhradní sladidlo, sušené mléko, sojová mouka, případně vanilin, případně aroma přírodní, případně aroma přírodně identické. Příprava krému se provádí na šlehacím stroji s následujícím technologickým postupem. Do našlehaného rostlinného tuku se postupným přidáváním přesně odměřeného množství vmísí ostatní suroviny dle příchutí druhu náplní. Konzistence krému: krém je tukového základu, našlehaný, typické polotuhé struktury a jemné sladké chuti. Nádobu s vyšlehaným krémem přemístíme k poloautomatickému plnicímu stroji a krém přesuneme do zásobníku plnicího stroje.

  - Plnění trubiček
    - Ze zásobníku plnicího stroje se připravené krémy vpravují do stočené trubičky a tím vzniká plněná Hořická trubička. Plněné Hořické trubičky jsou ukládány do plastových potravinářských přepravek a po přirozeném vychladnutí jsou připraveny k dalším technologickým postupům.
- Proces máčení v tukovočokoládové polevě
  - Příprava polevy: V nerezovém duplikátoru je rozpuštěna tukovočokoládová poleva. Naplněné nebo prosypané Hořické trubičky jsou ručně vloženy do speciálních máčecích nerezových roštů, pomocí nichž jsou máčeny v polevě. Po vyjmutí roštu z tukovočokoládové lázně jsou trubičky přemístěny do chladicího boxu. Po ztuhnutí polevy jsou ručně vyjmuty z máčecího roštu a uloženy do plastových potravinářských přepravek, kde jsou připraveny k dalšímu technologickému postupu.